# محاري صفيلحي
محاري صفيلحي (الاسم العلمي: Pleurotus abalonus) هو نوع من الفطريات يتبع جنس المحاري من فصيلة المحارية.